# びわこフードサービス
びわこフードサービス株式会社は、滋賀県大津市の琵琶湖汽船の子会社。京阪グループに属している。

## 会社概要
琵琶湖汽船の子会社として、京阪電鉄の駅構内に展開する飲食業立ち食いそば・うどん店の麺座（旧「比叡」）や売店事業の運営。

## 沿革
元々は琵琶湖汽船から業務委託を受けていた浜大津アーカス内の「大津ボウル」「カラオケステーションB-WAVE」、滋賀県の運営する滋賀県立びわ湖フローティングスクールの学習船「うみのこ（湖の子）」の船内食堂業務の受託、有料道路（近江大橋）の料金徴収業務受託などを行っていた琵琶湖汽船食堂が2010年7月1日琵琶湖汽船に吸収合併される事となり、麺座などの一部事業を継承するために2010年6月10日に設立された。
- 2010年
  - 6月10日 - 会社設立。
  - 7月1日 - 琵琶湖汽船食堂より一部事業譲渡を受け営業開始。